# Justin Trudeau
Justin Trudeau [franskt uttal ʒystɛ̃ trydoʹ; engelskt uttal ˈʤʌstɪn tru:ʹdɔʊ], född 25 december 1971 i Ottawa i Ontario, är en kanadensisk politiker. Han var partiledare för Kanadas liberala parti från 2013-2025, och var Kanadas premiärminister mellan 2015 och 2025.

## Biografi
Justin Trudeau är son till den tidigare partiledaren och premiärministern Pierre Trudeau. Han har avlagt en kandidatexamen (B.A.) i litteraturvetenskap vid McGill University samt i pedagogik vid University of British Columbia. Han har även studerat kurser i kulturgeografi på avancerad nivå vid McGill. Under tidigt 2000-tal studerade han till ingenjör vid Université de Montréal.
Trudeau var med i tv-serien The Great War 2007.
Sedan den 28 maj 2005 är han gift med den kanadensiska programledaren Sophie Grégoire. Paret har tre barn.

## Politisk karriär

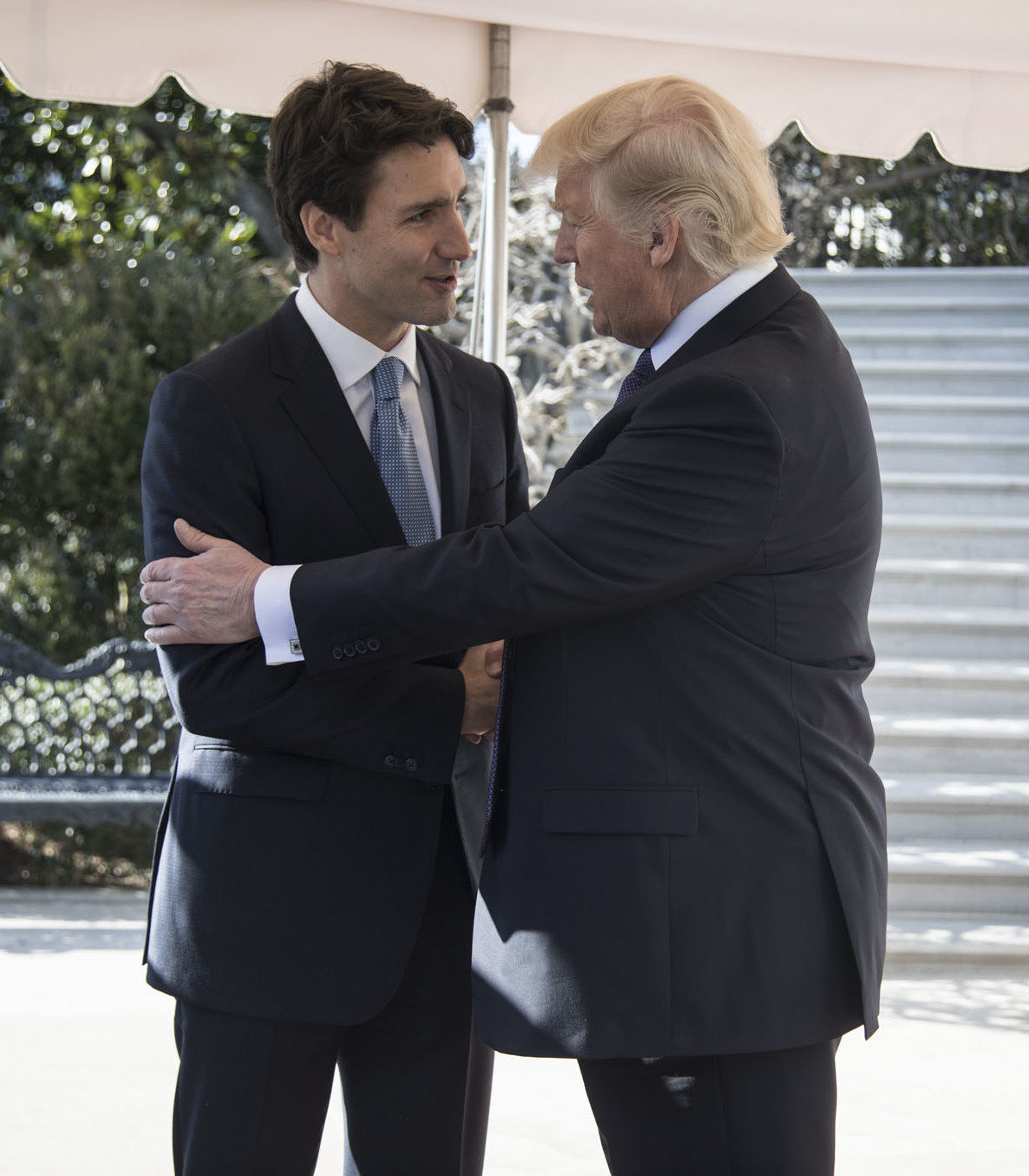
Trudeau och USA:s president Donald Trump i februari 2017.

Trudeau tillträdde som partiledare för Kanadas liberala parti 2013. Efter Trudeaus tillträde som partiledare ledde hans parti ett flertal opinionsmätningar över både det dåvarande konservativa regeringspartiet och oppositionspartiet New Democratic Party (Nouveau Parti Démocratique).

### Premiärminister
Den 19 oktober 2015 vann Trudeau och hans liberala parti valet i Kanada, varpå Trudeau tillträdde som Kanadas premiärminister efter Stephen Harper. Trudeau och resten av hans kabinett svors in av generalguvernören David Johnston den 4 november 2015. Han är den näst yngste premiärministern i Kanada genom tiderna. Han är även den förste som varit nära släkt med en tidigare premiärminister.
Trudeau sa att hans första lagstiftande prioritet var att sänka skatten för medelinkomstkanadensare och höja skatten för den högsta procenten av inkomsttagare efter att parlamentet återupptogs den 3 december 2015. Trudeau utfärdade också ett uttalande som lovade att återuppbygga relationer med ursprungsbefolkningen och driva en öppen, etisk och tydlig regering.
I januari 2017 inledde Kanadas etikkommissionär Mary Dawson en utredning av Trudeau för en semesterresa som han och hans familj gjorde till Aga Khan IV:s privata ö i Bahamas. Etikkommissionärens rapport släpptes i december 2017 och fann att Trudeau hade brutit mot fyra bestämmelser av lagen om intressekonflikter.
6 januari 2025 meddelade Justin Trudeau sin intention att avgå som Kanadas premiärminister samt som det liberala partiets partiledare.